# José Valle
José Valle Mas, deportivamente conocido  como Valle (Oliete, Teruel, España, 13 de noviembre del 1918 – Barcelona, España, 31 de diciembre de 2005) fue un jugador y entrenador de fútbol español. Era delantero y jugó en la Primera División de España  en los años 1940 con el FC Barcelona.

## Trayectoria
Valle nació en Oliete (Teruel), hijo de padres aragoneses residentes en Barcelona. El periódico El Mundo Deportivo definió así su juego:

Jugó de extremo izquierda y también por la derecha. Poseía una depurada técnica, buen toque de pelota y sobre todo una extraordinaria precisión en los pases y centros al ariete, si bien las lesiones le impidieron acceder a la internacionalidad.

Empezó a jugar al fútbol en el equipo del colegio de La Salle de Sarriá. En edad infantil pasó al Vilacortens y en 1935, con 17 años, fichó por la Unió Esportiva de Sants. Sin embargo, poco después la guerra civil española cortó su progresión, ya que fue enviado al frente, donde fue capturado e internado durante algún tiempo en un campo de concentración en Francia.
Finalizada la contienda, pudo regresar a Barcelona y la temporada 1939/40 se reincorporó a la UE Sants. A pesar del interés del RCD Español por el futbolista, Agustín Sancho, que había sido jugador del Sants  y del FC Barcelona, avaló su fichaje por el club barcelonista. Así, el 23 de junio de 1940 vestía por primera vez la zamarra azulgrana, en un amistoso contra el Donostia FC.
En el FC Barcelona permaneció ocho temporadas, disputando 78 encuentros en la Primera División de España en los que marcó 20 goles; en total, 141 partidos y 49 tantos con la camiseta blaugrana. Aunque, más que como anotador, se destacó por sus internadas por las bandas, asistiendo goles a los delanteros centro, como a Mariano Martín primero y luego a César. Logró dos títulos de liga (1945 y 1948), una Copa (1942) y una Copa de Oro Argentina, (1945), equivalente a la actual Supercopa. También vivió la peor campaña del club catalán, la 1941/42, en la que disputó con éxito la promoción para evitar el descenso a Segunda División.
Tras dejar el FC Barcelona, en 1948, pasó por el CF Badalona, UE Sant Andreu y Palamós FC, donde se retiró. Tras colgar las botas entrenó al UA Horta, UE Sant Andreu (1954-1957), CD Constancia y UD Mahón. Luego se desvinculó del fútbol y trabajó en la empresa Paniker.
Tras su jubilación, fue uno de los principales impulsores de la Agrupación de Veteranos del FC Barcelona, donde se le conocía como el ángel de la guarda por su dedicación con los exjugadores en situaciones más delicadas. Desempeñó esta labor hasta que el 27 de diciembre de 2005 fue ingresado tras sufrir un infarto pulmonar, que le causó la muerte cuatro días más tarde.

## Selección nacional
A pesar de ser nacido en Aragón, vivió toda su vida en Cataluña, llegando a disputar dos partidos con la selección catalana. No alcanzó la internacionalidad con España.

## Clubes
| Club           | País   | Año           |
| -------------- | ------ | ------------- |
| UE Sants       | España | 1935-1940 (*) |
| FC Barcelona   | España | 1940-1948     |
| CF Badalona    | España | 1948-1950     |
| UE Sant Andreu | España | 1950-1952     |
| Palamós FC     | España | 1952-????     |

(*) Inactivo entre 1936 y 1939 a causa de la guerra civil española.

## Palmarés

### Campeonatos nacionales
| Título                | Club         | País   | Año  |
| --------------------- | ------------ | ------ | ---- |
| Copa del Generalísimo | FC Barcelona | España | 1942 |
| Liga                  | FC Barcelona | España | 1945 |
| Copa de Oro Argentina | FC Barcelona | España | 1945 |
| Liga                  | FC Barcelona | España | 1948 |